# Al Unser
Alfred Unser, detto Al (Albuquerque, 29 maggio 1939 – Chama, 9 dicembre 2021) è stato un pilota automobilistico statunitense.
Era il fratello minore di altri due piloti: Jerry e Bobby Unser, nonché padre di Al Unser Jr.

## Biografia
È stato il secondo dei quattro piloti che si sono aggiudicati per quattro volte la 500 miglia di Indianapolis, il quarto di cinque che l'hanno vinta in edizioni consecutive e vincitore dei campionati americani nel 1970 (Campionato ACCR), 1983 e 1985 (campionato CART), l'ultima volta battendo suo figlio. È l'unica persona ad avere un fratello e un figlio vincitori, come lui, della 500 miglia di Indianapolis. Suo padre Jerry Unser e due zii, Louis e Joe, che sono stati piloti, a partire dal 1926 hanno partecipato a varie edizioni della salita Pikes Peak International Hillclimb in Colorado, la famiglia si completa con i nipoti Johnny e Robby Unser che hanno, anche loro, partecipato a competizioni automobilistiche.
Dopo che suo figlio Al Jr. ha cominciato a partecipare alle competizioni di alto livello a partire dal 1983, per distinguerlo è stato chiamato Al Unser Sr.
Ha percorso al comando il maggior numero di giri nella storia della 500 Miglia di Indianapolis: 644, battendo il record di lunga data di 612 giri appartenuto a Ralph De Palma, il giorno della sua quarta vittoria.
Detiene il record di essere il più vecchio vincitore della 500 Miglia: 47 anni (1987), infrangendo il precedente record stabilito dal suo fratello Bobby.
Ha vinto due gare di 500 miglia a Pocono (nel 1976 e 1978) e altre due in Ontario (nel 1977 e 1978) portando il suo totale di vittorie in gare di 500 miglia a otto.
Fu campione IROC nel 1978. Egli ha anche gareggiato nel 1968 alla Daytona 500 e ad altri quattro appuntamenti NASCAR, ottenendo come miglior piazzamento il quarto posto (due volte).
È scomparso nel dicembre 2021 all'età di 82 anni per complicanze relative ad un tumore del fegato dal quale era affetto da molti anni. Oggi riposa nel Sunset Memorial Park di Albuquerque, New Mexico.